# Переступи порог (альбом)
«Переступи порог» — дебютный студийный альбом советской рок-группы «Чёрный кофе», выпущенный Всесоюзной фирмой «Мелодия» на грампластинках 3 декабря 1987 года. По данным «Мелодии», в течение полугода альбом разошелся тиражом в 1,4 миллиона экземпляров.
Альбом состоит из 9 песен и был записан в студии грамзаписи фирмы «Мелодия» в Москве в 1987 году. Появлению альбома предшествовали магнитоальбомы «Приди и всё возьми» (1984) и «Светлый металл» (1986), а также мини-альбом «Чёрный кофе» от фирмы «Мелодия».

## Об альбоме
Вместе с альбомами групп «Круиз» и «Август», вышедшими в том же году, считается первым «тяжёлым» LP в СССР, записанным в студиях ВФГ «Мелодия». Был продан огромным тиражом в 1 394 970 экземпляров, став культовым для металлистов стран бывшего СССР. По данным портала BestSellingAlbums.org общий тираж составил 1 685 070 экз. На песню «Владимирская Русь» был снят видеоклип. Съёмки проходили в бывшей царской резиденции Коломенское.

## Список композиций
| №  | Название                 | Текст песни           | Музыка                         | Длительность |
| -- | ------------------------ | --------------------- | ------------------------------ | ------------ |
| 1. | «Переступи порог»        | Варшавский, Каренов   | Варшавский                     | 4:22         |
| 2. | «Владимирская Русь»      | Шаганов               | Варшавский                     | 5:18         |
| 3. | «Жизни рассвет»          | Варшавский, Куприянов | Варшавский                     | 3:31         |
| 4. | «Я ищу...»               | Варшавский, Куприянов | Куприянов                      | 4:28         |
| 5. | «Мой дом»                | Варшавский            | Кудишин, Куприянов, Варшавский | 3:20         |
| 6. | «Звездный водоём»        | Шаганов               | Варшавский                     | 3:25         |
| 7. | «Пылает за окном звезда» | Клычков               | Варшавский                     | 2:58         |
| 8. | «Незнакомец»             | Каренов               | Варшавский                     | 4:06         |
| 9. | «Чёрный кофе»            | Варшавский            | Варшавский                     | 2:48         |

Издание 1996 года
| №   | Название                           | Текст песни           | Музыка     | Длительность |
| --- | ---------------------------------- | --------------------- | ---------- | ------------ |
| 10. | «Зимний портрет»                   | Веретенников, Каренов | Варшавский | 3:40         |
| 11. | «Листья»                           | Бачурин               | Варшавский | 3:20         |
| 12. | «Звуки космоса» (измененный текст) | Варшавский            | Варшавский | 3:26         |

Переиздание 2003 года
| №   | Название         | Текст песни | Музыка     | Длительность |
| --- | ---------------- | ----------- | ---------- | ------------ |
| 4.  | «Листья»         | Бачурин     | Варшавский | 3:20         |
| 11. | «Светлый металл» | Варшавский  | Варшавский | 3:32         |
| 12. | «Знамя мира»     | Варшавский  | Варшавский | 3:40         |

## Состав
- Дмитрий Варшавский — вокал (кроме 4), гитара
- Игорь Куприянов — бас-гитара, вокал (4)
- Сергей Черняков — ударные
- Сергей Кудишин — гитара

## Факты
- На конверте диска автором текста песни «Пылает за окном звезда» ошибочно указан Осип Мандельштам.
- В дальнейших переизданиях альбома изъята композиция Игоря Куприянова «Я ищу…» из-за проблем с правами, вместо неё помещена композиция «Листья» с миньона, вышедшего в 1987 году.